# Jungeldrottningens smycke
Jungeldrottningens smycke är en svensk dramafilm från 1917 i regi av Fritz Magnussen. 

## Om filmen
Filmen premiärvisades 26 mars 1917 på biograf  Regina i Stockholm. Den spelades in vid Svenska Biografteaterns ateljé på Lidingö av Henrik Jaenzon. 

## Rollista (i urval)
- Gabo Falk – Lara Rispala, furstinna av Leskapur
- Richard Lund – Rudolf Corvin, ingenjör
- John Ekman – Fursten av Valpur
- William Larsson – Rahu, fakir